# Станове (Вохтозьке міське поселення)
Станове́ (рос. Становое) — присілок у складі Грязовецького району Вологодської області, Росія. Входить до складу Вохтозького міського поселення.

## Населення
Населення — 27 осіб (2010; 33 у 2002).
Національний склад (станом на 2002 рік):
- росіяни — 97 %